# Gamle Oslo

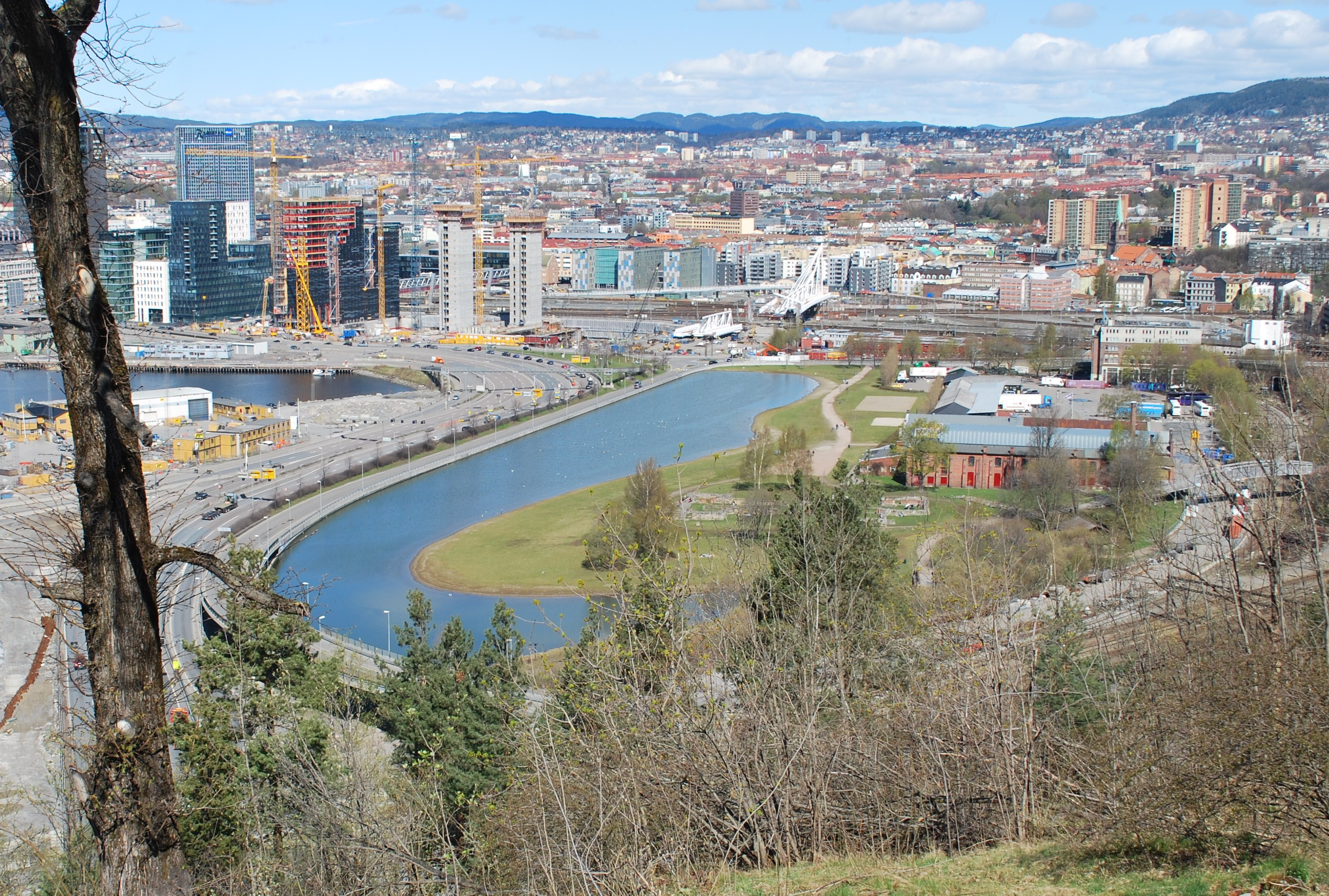
Middelalderparken

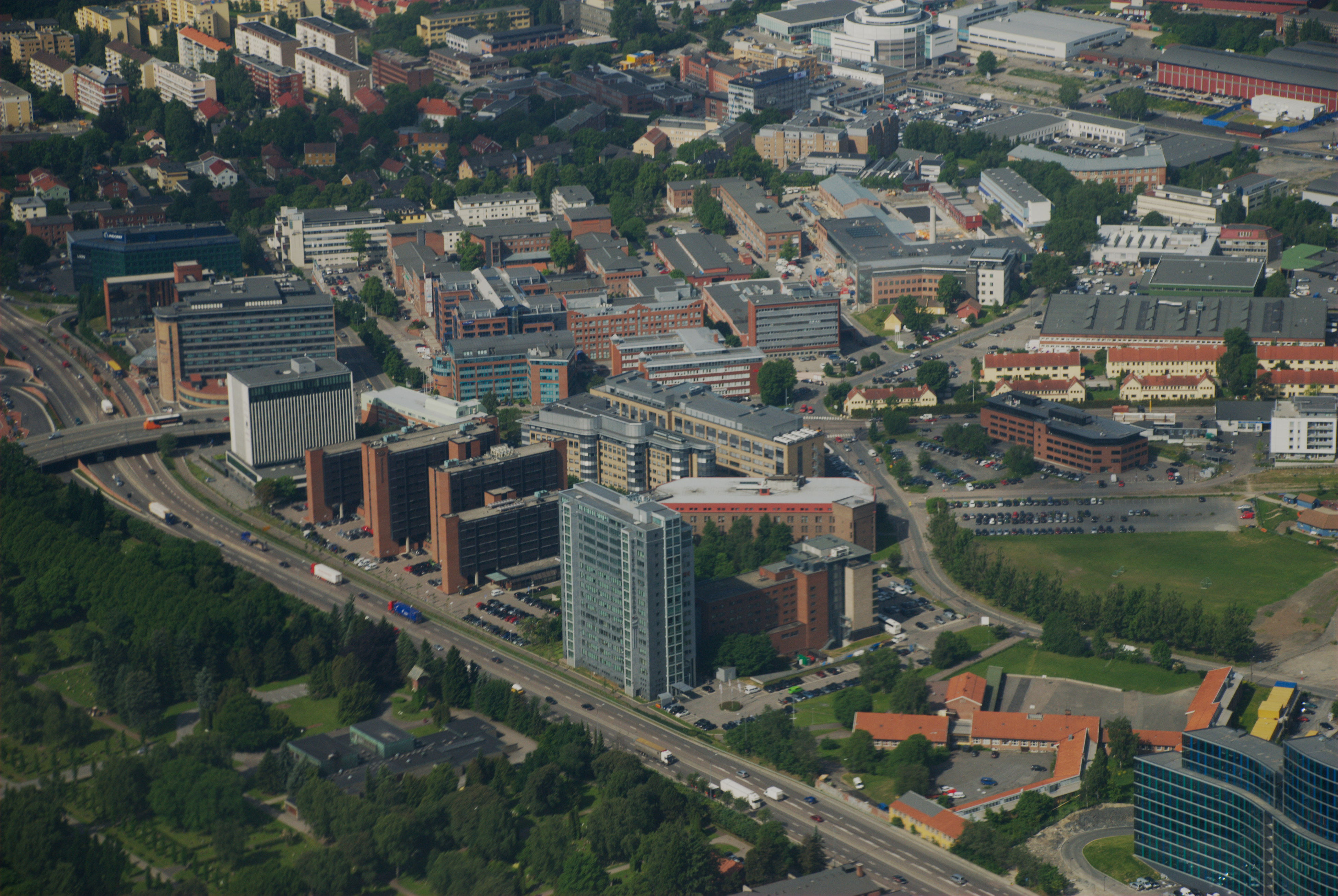
Helsfyr

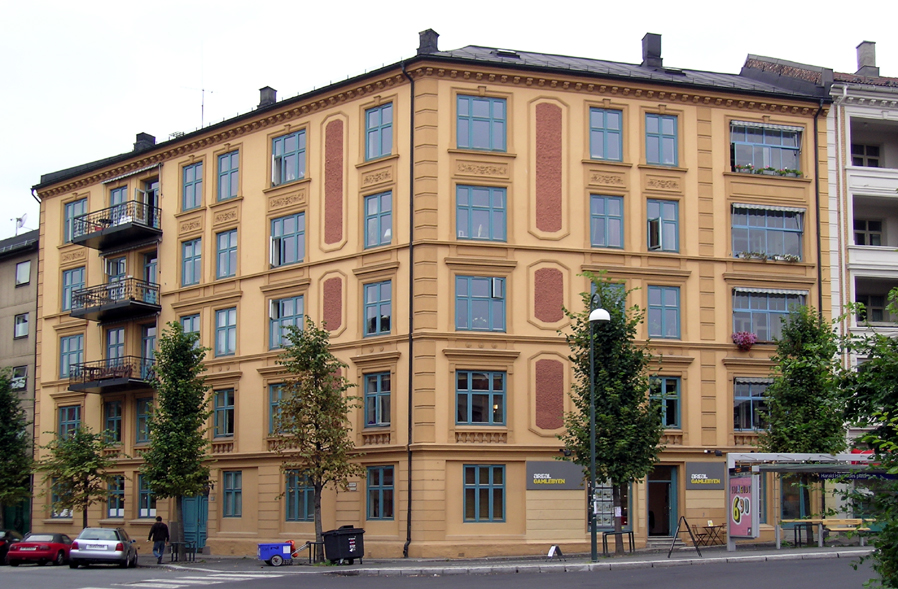
Schweigaards gate 72, uppfört 1899, i Gamlebyen

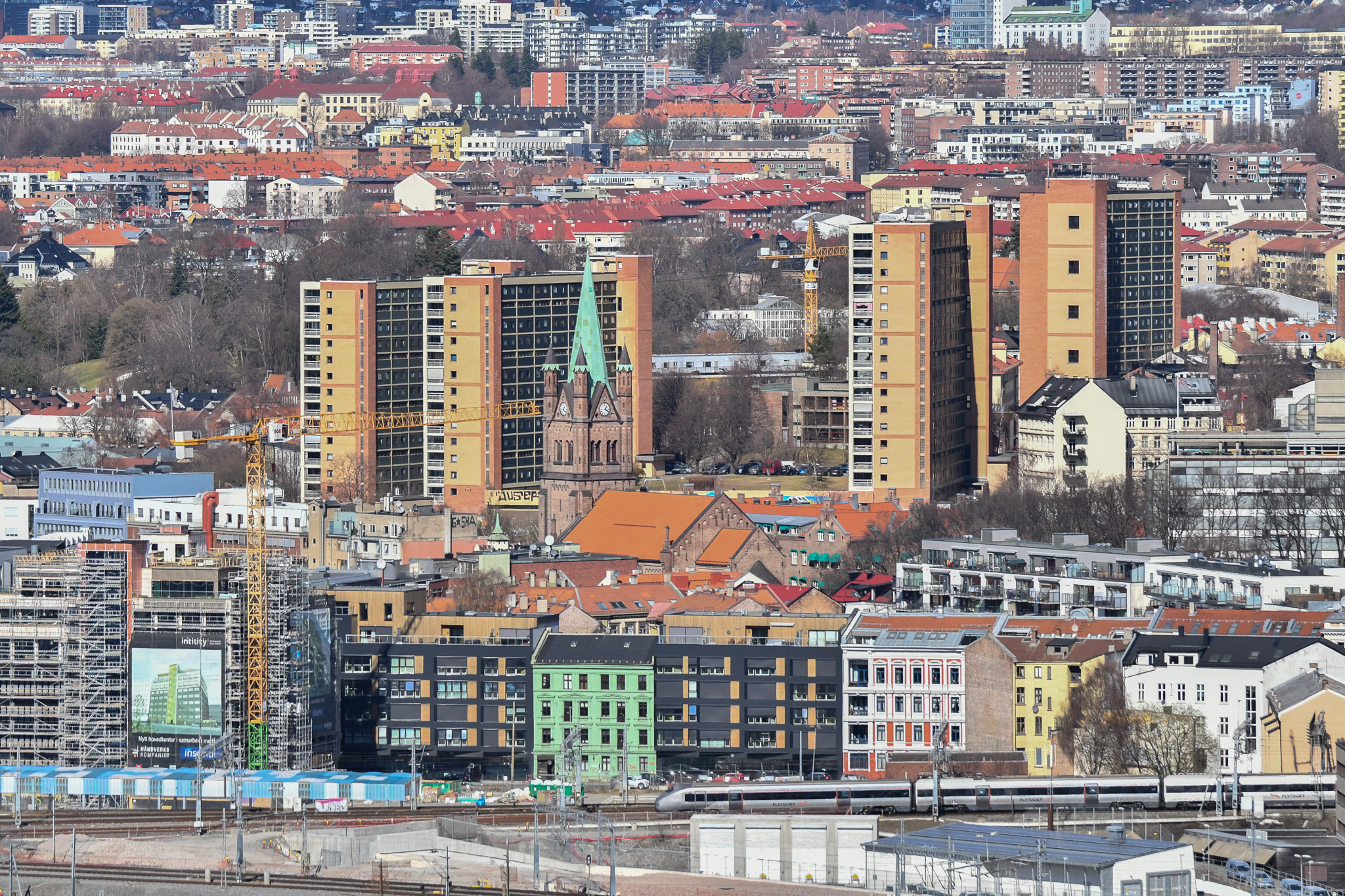
Enerhaugen mellan Grønland och Tøyen med fyra bostadshöghus i 13–15 våningar från 1969–1965. I bildens mitt ses Grønland kirke.

Gamle Oslo är en administrativ stadsdel (bydel) på östkanten i Oslo med 58 671 invånare (1 januari 2020) på en yta av 7,5 km². 
Stadsdelens sevärdheter och parker, inkluderar Edvard Munch-museet, Botaniska trädgårdarna och parker med medeltida lämningar (Minneparken och Middelalderparken, båda i Gamlebyen). Gamle Oslo omfattar även ett antal öar i Oslofjorden, till exempel Hovedøya med ruinerna efter Hovedøya kloster.
Före 1925, när Oslo hette Kristiania, kallades detta område för Oslo. Detta var stadens ursprungliga läge, innan den flyttades något och bytte namn 1624. Senare har Gamle Oslo blivit föremål för restaureringar.

## Områden (strøk)
- Bjørvika
- Bryn
- Ekebergskrenten
- Ekebergskråningen
- Enerhaugen
- Ensjø
- Etterstad
- Galgeberg
- Gamlebyen
- Grønland
- Grønlia
- Helsfyr
- Jordal
- Kampen
- Kongshavn
- Kværner
- Lodalen
- Tøyen (delvis i administrativa stadsdelen Grünerløkka)
- Valle-Hovin
- Vålerenga